# Tethocyathus prahli
Tethocyathus prahli is een rifkoralensoort uit de familie van de Caryophylliidae. De wetenschappelijke naam van de soort is voor het eerst geldig gepubliceerd in 2000 door Lattig & Cairns.